# Vefsnfjorden
Vefsnfjorden er en fjord i  Helgeland-området i Nordland fylke i Norge, med en længde på omkring 50–60 kilometer. Fjorden begynder ved Tjøtta på sydsiden af øen Alsten og møder  Leirfjorden ved Sundøya før den løber videre ind til Mosjøen. De ydre dele af fjorden kaldes også for Sørfjorden.
Nogle af de største elve som løber ud  i Vefsnfjorden er Vefsna, Fusta og Drevjo; Alle tre  er traditionelt gode lakseelve, men er nu inficeret af lakseparasitten Gyrodactylus salaris.
Udslip fra aluminiumsværket i Mosjøen har ført til at de indre dele af fjorden har været stærkt  forurenet med  Aromatiske kulbrinter (PAH, sod og tjærestoffer).